# Alliopsis gigantosternita
Alliopsis gigantosternita este o specie de muște din genul Alliopsis, familia Anthomyiidae, descrisă de Fan în anul 1983. Conform Catalogue of Life specia Alliopsis gigantosternita nu are subspecii cunoscute.